# Porstjärnen (Silbodals socken, Värmland)
Porstjärnen är en sjö i Årjängs kommun i Värmland och ingår i Göta älvs huvudavrinningsområde.